# Distrito de Mariano Dámaso Beraún
El distrito de Mariano Dámaso Beraun es uno de los seis que conforman la provincia de Leoncio Prado, ubicada en el departamento de Huánuco en el centro del Perú.
El nombre del distrito honra al connotado matemático y astrónomo huanuqueño Mariano Dámaso Beraun.
Desde el punto de vista jerárquico de la Iglesia católica forma parte de la diócesis de Huánuco, sufragánea de la arquidiócesis de Huancayo.

## Historia
El distrito fue creado mediante Ley n.º 11843 del 27 de mayo de 1952, en el gobierno del Presidente Manuel A. Odría.

## Geografía
Abarca una superficie de 766,27 km².

## Capital
La ciudad capital del distrito es la localidad de Las Palmas.

## Autoridades

### Municipales
Gestión 2023 - 2026:
- 1. Alcalde: Antonio Marco Durand Trujillo
  2. Regidor: Ruben Moises Vega Nolasco
  3. Regidor: Norma Lucinda Salazar Mazgo
  4. Regidor: Italo Tineo Pérez
  5. Regidor: Mariela Fiorela Morales Clemente
  6. Regidor: Josue Torres Escobar
- 2019 - 2022[3]
  - Alcalde: Ricardo Ordóñez Príncipe, de Acción Popular.
  - Regidores:

  1. Arnol Luis Baltazar Peña (Acción Popular)
  2. Diana Flora Álvarez Diego (Acción Popular)
  3. Raúl Gamaniel Mariño Benancio (Acción Popular)
  4. Susano Garay Zevallos (Acción Popular)
  5. José Francisco Jaimes Soria (Avanza País - Partido de Integración Social)

Alcaldes anteriores
- 2011 - 2014:[4] Miguel Ángel Meza Malpartida, del Partido Restauración Nacional (RN).
- 2007 - 2010: Freddy Hugo Fernández Echevarría, del Partido Nacionalista Peruano (PNP).

### Policiales
- Comisario:  PNP.

## Atractivos turísticos
- Las Cuevas de las Pavas: Balneario donde las personas se pueden bañar, la quebrada es muy refrescante..
- Catarata Santa Carmen
- Catarata El Velo de las Ninfas: Está ubicado en el caserío de tambillo chico
- catarata Gloriapa
- Catarata Sol naciente
- Río Perdido
- Catarata de Honolulo
- Catarata de las Golondrinas

## Festividades
- 24 de junio: Fiesta de San Juan. En la víspera bailan alrededor de fogatas con conjuntos típicos. Al amanecer hay un baile de pandillada en donde la gente baila alrededor de un árbol cargadas de regalos y que se le conoce con el nombre de "Yunsa". En las playas del río Huallaga (playa Tingo) se organizan bailes y ferias artesanales. Todos degustan del “Juane” ese día.